# Jeanne Carmen
Jeanne Carmen (* 4. August 1930 in Paragould, Arkansas; † 20. Dezember 2007) war ein US-amerikanisches 50er-Jahre Pin-up und später eine B-Movie-Schauspielerin.

## Leben und Werk
Ihre Bilder zierten das Titelbild von Dutzenden von Zeitschriften. Als Fotomodell für Golfkleidung lernte sie Jimmy Demaret kennen, der ihr großes Talent für das Golfen sofort erkannte und innerhalb von sechs Monaten war sie eine professionelle Trick-Golfspielerin und seine Freundin.
Ihr Schauspieldebüt feierte sie 1948 am Broadway, als sie mit Bert Lahr für eine Rolle in Burlesque nominiert wurde. Fans von Horrorfilmen erinnern sich an sie wegen ihrer Rolle in dem 1959 erschienenen Film The Monster of Piedras Blancas. Bekannte Filme, in denen sie weitere Nebenrollen erhielt, waren 1958 Diana Barrymores Too Much Too Soon und 1957 der Stooges-Film A Merry Mix-up.
In Hollywood war sie mit vielen Berühmtheiten wie Frank Sinatra, Elvis Presley, Lex Barker, Jerry Lewis, Dean Martin, Errol Flynn, Clark Gable und John F. Kennedy befreundet. Marilyn Monroe war ihre Nachbarin am Doheny Drive und ihre berühmteste Freundin und Begleiterin.
Nach Marilyns Tod wurde sie von Johnny Roselli bedroht, der für den Chicago Mafia-Boss Sam Giancana arbeitete. Sie sah ihr Leben in Gefahr, zog sich aus Hollywood zurück, floh nach Scottsdale, Arizona und lebte über ein Jahrzehnt inkognito: färbte ihr platinblondes Haar brünett, erwähnte niemals ihre Showbizz-Karriere, heiratete, zog drei Kinder groß und führte ein ruhiges Leben.
Auf Grundlage der Freundschaft mit Monroe wurden einige Dokumentationen gedreht.
Carmen erlag im Dezember 2007 im Alter von 77 Jahren einem malignen Lymphom.

## Filmografie
Kino:
- 1953: Striporama
- 1956: Bankraub in Mexiko (The Three Outlaws)
- 1957: Reife Blüten (Untamed Youth)
- 1957: Rebell der roten Berge (War Drums)
- 1957: A Merry Mix-up
- 1957: Terror in Portland City (Portland Exposé)
- 1958: Links und rechts vom Ehebett (I Married a Woman)
- 1958: Ihr Leben war ein Skandal (Too Much, Too Soon)
- 1958: Born Reckless
- 1959: The Monster of Piedras Blancas
- 1961: Im Bann der Puppe (The Devil's Hand)
- 1962: House of Women
- 2005: The Naked Monster

TV:
- 1951: Mike and Buff (TV-Serie, Folge: Princess Jeanne)
- 1958: 26 Men (TV-Serie, Folge: The Last Rebellion)
- 1958–1959: The Millionaire (TV-Serie, Folgen: The Wally Bannister Story & Millionaire Lorraine Daggett)
- 1959: Riverboat (TV-Serie, Folge: A Night at Trapper's Landing)
- 1959: Have Gun – Will Travel (TV-Serie, Folge: Tiger)
- 1960: Tightrope (TV-Serie, Folge: The Chinese Pendant)
- 1961: Heute Abend Dick Powell (The Dick Powell Show) (TV-Serie, Folge: Three Soldiers)